# Аросамена, Ампарито
Ампарито Аросамена (исп. Maria Amparo Arozamena Sanchez, mas conocido como Amparito Arozamena) (24 августа 1916, Мехико, Мексика — 30 августа 2009, там же) — мексиканская актриса театра и кино, актриса эпохи «Золотого века мексиканского кинематографа», внёсшая огромный вклад в развитие мексиканского кинематографа — 106 работ в кино и телесериалах.

## Биография
Родилась 24 августа 1916 года в Мехико в семье театрального актёра Эдуардо Аросамена (1877-1951) и Клеменсии Санчес, кроме неё были ещё два брата и три сестры — Кармен, Луиса, Лупе, Хуан и Эдуардо. Дебютировала как актриса журналов в возрасте всего лишь 5 лет, а в 1926 году дебютировала как театральная актриса, на счету которой 60 спектаклей. В мексиканском кинематографе дебютировала в 1934 году и с тех пор снялась в 106 работах в кино и телесериалах. Была награждена премией и медалью ANDA за огромный вклад в развитие мексиканского кинематографа — 75-летие творческой деятельности. 
Скончалась 30 августа 2009 года в Мехико.

## Личная жизнь
Ампарито Аросамена была замужем дважды:
- Первым супругом актрисы являлся Роберто Серна. В этом браке у них родился сын Хуан Антонио. Брак закончился трагически — Серна скончался в результате несчастного случая.
- После долгих лет вдовства, наконец-таки в 1952 году вышла замуж за футболиста Рамона Барона.

## Фильмография

### Избранные телесериалы
- 1981 — ¡Cachún cachún ra ra!! — мать Ленгуардо.
- 1985-2007 — «Женщина, случаи из реальной жизни»
- 1986 — «Весёлая больница»
- 1995 — «Алондра» — Мати.
- 2000 — «Моя судьба — это ты» — Чонита.

### Избранные фильмы
- 1940 — «Правосудие Панчо Вилья» — Мерседес.
- 1950 — «Сердце бьётся» — Хулия.
- 1957 — «Под небом Мексики»
- 1963 — «Мои воспоминания о Мексике»
- 1978 — «Патрульный 777» — сеньора, подающая иск в суд.

### Избранные документальные фильмы
- 1993 — «Память мексиканского кино»